# Yassin Ayoub
Yassin Ayoub (* 6. März 1994 in Al Hoceïma) ist ein marokkanisch-niederländischer Fußballspieler.

## Werdegang

### Vereinskarriere
Yassin Ayoub wurde in Al Hoceïma in Marokko geboren und begann in der Jugend von Ajax Amsterdam mit dem Fußballspielen, bevor er in die Jugend des FC Utrecht wechselte. Von 2009 bis 2012 spielte er bei den U17- und U19-Junioren des Vereins. Ab 2012 spielte er sechs Jahre für die erste Mannschaft des FC Utrecht in der Eredivisie. Vor der Saison 2018/19 wechselte Ayoub zum Ligakonkurrenten Feyenoord Rotterdam. Im Januar 2020 löste er seinen Vertrag bei Feyenoord auf und ging nach Griechenland zu Panathinaikos Athen.

### Nationalmannschaft
Yassin Ayoub bestritt diverse Spiele für die niederländische U-17-, U-18-, U-19- und U-21-Nationalmannschaft.
Mit den niederländischen U-17-Junioren gewann er die U-17-Europameisterschaft 2011 in Serbien, nachdem bei ihm Herzprobleme diagnostiziert wurden.
Im Jahr 2017 entschied sich Ayoub dazu, für die Nationalmannschaft Marokkos zu spielen.